# Zootròpolis
Zootròpolis (títol original en anglès, Zootopia) és una pel·lícula estatunidenca de 2016 produïda per Walt Disney Animation Studios, dirigida per Byron Howard i Rich Moore, i co-dirigida per Jared Bush. S'ha doblat al català.

## Argument
La moderna metròpolis de mamífers de Zootopia és una ciutat com cap altra. Formada per barris luxosos com Plaza Sahara i la frígida Tundratown, és un gresol on els animals de qualsevol ambient hi viuen junts. Quan arriba l'optimista oficial Judy Hopps, descobreix que esdevenir el primer conill a convertir-se en un oficial de policia a cura d'altres animals més grossos no és tan fàcil. Decidida a demostrar la seva vàlua, salta a l'oportunitat de resoldre un cas, fins i tot si això significa associar-se amb un la guineu estafadora, Nick Wilde, per resoldre el misteri. Tenen menys de 48 hores per trobar un mamífer que manca. Descobreixen que el desaparegut ha estat retornat a l'estat salvatge primigeni. Judy fa un parlament explicant que probablement ha patit una regressió a causa dels seus instints (era un predador) i això ocasiona la divisió dels animals en dos bàndols irreconciliables. Penedida i després d'abandonar la feina per una crisi amb el Nick, intenta esbrinar la veritat. Descobreix aleshores que hi ha una conspiració per induir follia mitjançant una droga, liderada per l'alcadessa. Llavors ha de tornar a aliar-se amb el Nick per aturar els plans dels qui volen separar les espècies animals. La veritat surt a la llum i Zootopia manté els seus principis intactes. Judy convida formalment Nick per ser el seu company de patrulla.

## Repartiment
- Ginnifer Goodwin com a Agent Judy Hopps[6]
- Jason Bateman com a Nick Wilde[6][7]
- Shakira com a Gazelle

## Producció
El 9 d'agost de 2013, Disney va anunciar en l'Expo D23 que el director Byron Howard (Bolt, Trangled) estava dirigint una nova producció sobre un món d'animals, amb el títol de Zootopia, per a Walt Disney Animation Studios. La pel·lícula va ser escrita per Jared Bush, i programada inicialment per al seu llançament al març de 2016. Jason Bateman va tenir converses per donar veu a algun dels personatges de la pel·lícula. Segons Howard, Zootopia seria diferent d'altres pel·lícules antropomòrfiques d'animals, on els animals, viuen completament al món natural o al món humà. El concepte, on els animals viuen en un món modern dissenyat pels animals, va ser ben rebut pel director creatiu John Lasseter.
El març de 2015, es va fer públic que Rich Moore (Wreck-It Ralph) s'havia incorporat com a director de la pel·lícula, a més de Jared Bush com a co-director, i que la trama de la pel·lícula havia estat revisada. El 6 de maig de 2015, Bateman i Ginnifer Goodwin van ser confirmats com a Nick Wilde i Judy Hopps en la pel·lícula. El 26 d'agost es va anunciar que Shakira faria la veu de Gazelle i que cantaria el tema principal anomenat «Try Everything», escrit per Sia i Stargate i que va ser llançat el 8 de gener de 2016.

## Versió en català
El doblatge de la pel·lícula al català va tenir el suport de la Direcció General de Política Lingüística del Departament de Cultura de la Generalitat de Catalunya, que també va col·laborar en les pel·lícules de Disney Campaneta i la llegenda de la bèstia, Del revés, Star Wars episodi VII: El despertar de la força, entre d'altres.